# Den kyske levemand
Den kyske levemand er en dansk film fra 1974.
- Manuskript Hans Christian Ægidius efter en farce af Franz Arnold og Ernst Bach.
- Instruktion Hans Christian Ægidius.

Blandt de medvirkende kan nævnes:
- John Price
- Gerda Gilboe
- Christiane Rohde
- Jørgen Ryg
- Ulf Pilgaard
- Sonja Oppenhagen
- Lene Maimu
- Hans Christian Ægidius
- Sisse Reingaard
- Holger Vistisen